# Dorothy Metcalf-Lindenburger
Dorothy Marie "Dottie" Metcalf-Lindenburger  est une astronaute américaine née le 15 mai 1975 à Colorado Springs.

## Biographie
Elle a été au lycée à Fort Collins dans le Colorado.
Elle a obtenu un baccalauréat en géologie au Whitman College, à Seattle en 1997.
Elle a terminé son université en 1999 à Université de Washington à Seattle.
Elle a passé cinq années à enseigner les sciences de la terre et l'astronomie à l'école secondaire de la baie d'Hudson à Vancouver.
Elle a été sélectionnée par la NASA en mai 2004, comme candidate astronaute. La formation des aspirants astronautes comprenait des séances d'information scientifique et technique, de l'enseignement intensif concernant la navette et les systèmes de la Station spatiale internationale, la formation physiologique, la formation de vol sur un T-38 et une formation de survie en milieu sauvage. Après la réussite de cette formation en février 2006, elle est qualifiée comme astronaute à la NASA. Elle a servi comme spécialiste de mission pour le vol STS-131 en avril 2010.

## Vols réalisés
Elle réalise son premier vol le 5 avril 2010, comme spécialiste de mission de la mission STS-131 de la navette spatiale Discovery.